# Saison 2018-2019 du Thunder d'Oklahoma City
La saison 2018-2019 du Thunder d'Oklahoma City est la 52e saison de la franchise en National Basketball Association (NBA) et la 11e saison dans la ville d'Oklahoma City.

## Draft
| Tour | Choix | Joueur       | Poste | Nationalité | Provenance                   |
| ---- | ----- | ------------ | ----- | ----------- | ---------------------------- |
| 2    | 53    | Devon Hall   | G     | États-Unis  | Cavaliers de la Virginie     |
| 2    | 57    | Kevin Hervey | F     | États-Unis  | Mavericks de Texas-Arlington |

## Matchs

### Summer League
| Summer League Total: 3-2 |

| Match | Date match | Équipe    | Score   | Meilleur marqueur   | Meilleur rebondeur   | Meilleur passeur     | Lieux Spectateurs    | Série |
| ----- | ---------- | --------- | ------- | ------------------- | -------------------- | -------------------- | -------------------- | ----- |
| 1     | 6 juillet  | Charlotte | D 87-88 | Rashawn Thomas (24) | Daniel Hamilton (12) | Daniel Hamilton (8)  | Thomas & Mack Center | 0 - 1 |
| 2     | 7 juillet  | Brooklyn  | V 90-76 | Hamidou Diallo (19) | Rashawn Thomas (11)  | Daniel Hamilton (7)  | Cox Pavilion         | 1 - 1 |
| 3     | 9 juillet  | Toronto   | V 92-82 | Dozier, Thomas (17) | Rashawn Thomas (12)  | Daniel Hamilton (5)  | Thomas & Mack Center | 2 - 1 |
| 4     | 12 juillet | Memphis   | D 85-92 | Hamidou Diallo (14) | Daniel Hamilton (11) | Daniel Hamilton (8)  | Cox Pavilion         | 2 - 2 |
| 5     | 13 juillet | Orlando   | V 87-85 | Deonte Burton (17)  | Deonte Burton (8)    | Burton, Hamilton (5) | Thomas & Mack Center | 3 - 2 |

### Pré-saison
| Pré-saison Total: 3-1 (Domicile : 2-1 ; Extérieur : 1-0) |

| Match | Date match | Équipe      | Score     | Meilleur marqueur    | Meilleur rebondeur | Meilleur passeur    | Lieux Spectateurs       | Série |
| ----- | ---------- | ----------- | --------- | -------------------- | ------------------ | ------------------- | ----------------------- | ----- |
| 1     | 3 octobre  | Détroit     | D 91-97   | Dennis Schröder (21) | Steven Adams (12)  | Dennis Schröder (9) | Chesapeake Energy Arena | 0 – 1 |
| 2     | 5 octobre  | @ Minnesota | V 113-101 | Paul George (23)     | Steven Adams (13)  | Dennis Schröder (6) | Target Center           | 1 – 1 |
| 3     | 7 octobre  | Atlanta     | V 113-94  | Paul George (22)     | Steven Adams (9)   | Dennis Schröder (6) | BOK Center              | 2 – 1 |
| 4     | 9 octobre  | Milwaukee   | V 119-115 | Paul George (26)     | Nerlens Noel (14)  | Abdul Gaddy (5)     | Chesapeake Energy Arena | 3 – 1 |

### Saison régulière
| Saison régulière Total: 49-33 (Domicile : 27-14 ; Extérieur : 22-19) |

| Match | Date match | Équipe          | Score     | Meilleur marqueur      | Meilleur rebondeur     | Meilleur passeur        | Lieux                   | Série |
| ----- | ---------- | --------------- | --------- | ---------------------- | ---------------------- | ----------------------- | ----------------------- | ----- |
| 1     | 16 octobre | @ Golden State  | D 100-108 | Paul George (27)       | Steven Adams (11)      | Dennis Schröder (6)     | Oracle Arena            | 0 - 1 |
| 2     | 19 octobre | @ L.A. Clippers | D 92-108  | Paul George (20)       | Steven Adams (18)      | Dennis Schröder (8)     | Staples Center          | 0 - 2 |
| 3     | 21 octobre | Sacramento      | D 120-131 | Russell Westbrook (32) | Steven Adams (14)      | Schröder, Westbrook (8) | Chesapeake Energy Arena | 0 - 3 |
| 4     | 25 octobre | Boston          | D 95-101  | Paul George (22)       | Russell Westbrook (15) | Russell Westbrook (8)   | Chesapeake Energy Arena | 0 - 4 |
| 5     | 28 octobre | Phoenix         | V 117-110 | Russell Westbrook (23) | Nerlens Noel (15)      | Schröder, Westbrook (7) | Chesapeake Energy Arena | 1 - 4 |
| 6     | 30 octobre | L.A. Clippers   | V 128-110 | George, Westbrook (32) | Paul George (12)       | Russell Westbrook (8)   | Chesapeake Energy Arena | 2 - 4 |

| Match | Date match   | Équipe              | Score     | Meilleur marqueur      | Meilleur rebondeur     | Meilleur passeur       | Lieux                      | Série  |
| ----- | ------------ | ------------------- | --------- | ---------------------- | ---------------------- | ---------------------- | -------------------------- | ------ |
| 7     | 1er novembre | @ Charlotte         | V 111-107 | Russell Westbrook (29) | Steven Adams (12)      | Russell Westbrook (10) | Spectrum Center            | 3 - 4  |
| 8     | 2 novembre   | @ Washington        | V 134-111 | Russell Westbrook (23) | Nerlens Noel (7)       | Russell Westbrook (12) | Capital One Arena          | 4 - 4  |
| 9     | 5 novembre   | La Nouvelle-Orléans | V 122-116 | Paul George (23)       | Steven Adams (8)       | Russell Westbrook (9)  | Chesapeake Energy Arena    | 5 - 4  |
| 10    | 7 novembre   | @ Cleveland         | V 95-86   | Dennis Schröder (28)   | Steven Adams (13)      | Quatre joueurs (2)     | Quicken Loans Arena        | 6 - 4  |
| 11    | 8 novembre   | Houston             | V 98-80   | Paul George (20)       | Paul George (11)       | Paul George (6)        | Chesapeake Energy Arena    | 7 - 4  |
| 12    | 10 novembre  | @ Dallas            | D 96-111  | Adams, George (20)     | Adams, George (13)     | Paul George (6)        | American Airlines Center   | 7 - 5  |
| 13    | 12 novembre  | Phoenix             | V 118-101 | Paul George (32)       | George, Grant (8)      | Dennis Schröder (9)    | Chesapeake Energy Arena    | 8 - 5  |
| 14    | 14 novembre  | New York            | V 128-103 | Paul George (35)       | Paul George (7)        | Dennis Schröder (12)   | Chesapeake Energy Arena    | 9 - 5  |
| 15    | 17 novembre  | @ Phoenix           | V 110-100 | Paul George (32)       | Paul George (11)       | Dennis Schröder (7)    | Talking Stick Resort Arena | 10 - 5 |
| 16    | 19 novembre  | @ Sacramento        | D 113-117 | Russell Westbrook (29) | Steven Adams (15)      | Russell Westbrook (7)  | Golden 1 Center            | 10 - 6 |
| 17    | 21 novembre  | @ Golden State      | V 123-95  | Dennis Schröder (32)   | trois joueurs (11)     | Russell Westbrook (13) | Oracle Arena               | 11 - 6 |
| 18    | 23 novembre  | Charlotte           | V 109-104 | Russell Westbrook (30) | Russell Westbrook (12) | Russell Westbrook (8)  | Chesapeake Energy Arena    | 12 - 6 |
| 19    | 24 novembre  | Denver              | D 98-105  | Paul George (24)       | Steven Adams (14)      | Russell Westbrook (12) | Chesapeake Energy Arena    | 12 - 7 |
| 20    | 28 novembre  | Cleveland           | V 100-83  | Russell Westbrook (23) | Russell Westbrook (19) | Russell Westbrook (15) | Chesapeake Energy Arena    | 13 - 7 |
| 21    | 30 novembre  | Atlanta             | V 124-109 | Russell Westbrook (23) | Steven Adams (13)      | Russell Westbrook (10) | Chesapeake Energy Arena    | 14 - 7 |

| Match | Date match  | Équipe                | Score     | Meilleur marqueur      | Meilleur rebondeur     | Meilleur passeur        | Lieux                      | Série   |
| ----- | ----------- | --------------------- | --------- | ---------------------- | ---------------------- | ----------------------- | -------------------------- | ------- |
| 22    | 3 décembre  | @ Détroit             | V 110-83  | Steven Adams (21)      | Paul George (10)       | Schröder, Westbrook (6) | Little Caesars Arena       | 15 - 7  |
| 23    | 5 décembre  | @ Brooklyn            | V 114-112 | Paul George (47)       | George, Westbrook (15) | Russell Westbrook (17)  | Barclays Center            | 16 - 7  |
| 24    | 7 décembre  | @ Chicago             | D 112-114 | Russell Westbrook (24) | Russell Westbrook (17) | Russell Westbrook (13)  | United Center              | 16 - 8  |
| 25    | 10 décembre | Utah                  | V 122-113 | Paul George (31)       | Russell Westbrook (11) | Russell Westbrook (10)  | Chesapeake Energy Arena    | 17 - 8  |
| 26    | 12 décembre | @ La Nouvelle-Orléans | D 114-118 | Paul George (25)       | Paul George (11)       | Russell Westbrook (7)   | Smoothie King Center       | 17 - 9  |
| 27    | 14 décembre | @ Denver              | D 98-109  | Paul George (32)       | Adams, Westbrook (14)  | Russell Westbrook (8)   | Pepsi Center               | 17 - 10 |
| 28    | 15 décembre | L.A. Clippers         | V 110-104 | Paul George (33)       | Russell Westbrook (9)  | Russell Westbrook (12)  | Chesapeake Energy Arena    | 18 - 10 |
| 29    | 17 décembre | Chicago               | V 121-96  | Paul George (24)       | Russell Westbrook (16) | Russell Westbrook (11)  | Chesapeake Energy Arena    | 19 - 10 |
| 30    | 19 décembre | @ Sacramento          | V 132-113 | Paul George (43)       | Steven Adams (23)      | Russell Westbrook (17)  | Golden 1 Center            | 20 - 10 |
| 31    | 22 décembre | @ Utah                | V 107-106 | Paul George (43)       | Paul George (14)       | Russell Westbrook (9)   | Vivint Smart Home Arena    | 21 - 10 |
| 32    | 23 décembre | Minnesota             | D 112-114 | Paul George (31)       | George, Westbrook (11) | Russell Westbrook (10)  | Chesapeake Energy Arena    | 21 - 11 |
| 33    | 25 décembre | @ Houston             | D 109-113 | Paul George (28)       | Paul George (14)       | Russell Westbrook (9)   | Toyota Center              | 21 - 12 |
| 34    | 28 décembre | @ Phoenix             | V 118-102 | Russell Westbrook (40) | Steven Adams (13)      | Russell Westbrook (8)   | Talking Stick Resort Arena | 22 - 12 |
| 35    | 30 décembre | @ Dallas              | D 103-105 | Paul George (36)       | Russell Westbrook (9)  | Russell Westbrook (8)   | American Airlines Center   | 22 - 13 |
| 36    | 31 décembre | Dallas                | V 122-102 | Russell Westbrook (32) | Steven Adams (13)      | Russell Westbrook (11)  | Chesapeake Energy Arena    | 23 - 13 |

| Match | Date match | Équipe              | Score           | Meilleur marqueur      | Meilleur rebondeur     | Meilleur passeur       | Lieux                   | Série   |
| ----- | ---------- | ------------------- | --------------- | ---------------------- | ---------------------- | ---------------------- | ----------------------- | ------- |
| 37    | 2 janvier  | @ L.A. Lakers       | V 107-100       | Paul George (37)       | Russell Westbrook (16) | Russell Westbrook (10) | Staples Center          | 24 - 13 |
| 38    | 4 janvier  | @ Portland          | V 111-109       | Paul George (37)       | Steven Adams (12)      | Russell Westbrook (7)  | Moda Center             | 25 - 13 |
| 39    | 6 janvier  | Washington          | D 98-116        | Russell Westbrook (22) | Russell Westbrook (15) | Russell Westbrook (13) | Chesapeake Energy Arena | 25 - 14 |
| 40    | 8 janvier  | Minnesota           | D 117-119       | Paul George (27)       | Steven Adams (12)      | Russell Westbrook (16) | Chesapeake Energy Arena | 25 - 15 |
| 41    | 10 janvier | @ San Antonio       | D 147-154 (2OT) | Paul George (30)       | Russell Westbrook (13) | Russell Westbrook (24) | AT&T Center             | 25 - 16 |
| 42    | 12 janvier | San Antonio         | V 122-112       | Russell Westbrook (24) | Paul George (11)       | Russell Westbrook (7)  | AT&T Center             | 26 - 16 |
| 43    | 15 janvier | @ Atlanta           | D 126-142       | Russell Westbrook (31) | Paul George (8)        | Russell Westbrook (11) | State Farm Arena        | 26 - 17 |
| 44    | 17 janvier | L.A. Lakers         | D 128-138 (OT)  | Paul George (27)       | Steven Adams (15)      | Russell Westbrook (13) | Chesapeake Energy Arena | 26 - 18 |
| 45    | 19 janvier | @ Philadelphie      | V 117-115       | Paul George (31)       | Russell Westbrook (10) | Russell Westbrook (6)  | Wells Fargo Center      | 27 - 18 |
| 46    | 21 janvier | @ New York          | V 127-109       | Paul George (31)       | Russell Westbrook (10) | Russell Westbrook (9)  | Madison Square Garden   | 28 - 18 |
| 47    | 22 janvier | Portland            | V 123-114       | Paul George (36)       | Russell Westbrook (10) | Russell Westbrook (14) | Chesapeake Energy Arena | 29 - 18 |
| 48    | 24 janvier | La Nouvelle-Orléans | V 122-116       | George, Westbrook (23) | Russell Westbrook (17) | Russell Westbrook (16) | Chesapeake Energy Arena | 30 - 18 |
| 49    | 27 janvier | Milwaukee           | V 118-112       | Paul George (36)       | George, Westbrook (13) | Russell Westbrook (11) | Chesapeake Energy Arena | 31 - 18 |
| 50    | 29 janvier | @ Orlando           | V 126-117       | Paul George (37)       | Russell Westbrook (14) | Russell Westbrook (14) | Amway Center            | 32 - 18 |

| Match                  | Date match  | Équipe                | Score           | Meilleur marqueur      | Meilleur rebondeur     | Meilleur passeur       | Lieux                   | Série   |
| ---------------------- | ----------- | --------------------- | --------------- | ---------------------- | ---------------------- | ---------------------- | ----------------------- | ------- |
| 51                     | 1er février | @ Miami               | V 118-102       | Paul George (43)       | Russell Westbrook (12) | Russell Westbrook (14) | American Airlines Arena | 33 - 18 |
| 52                     | 3 février   | @ Boston              | D 129-134       | Paul George (37)       | Russell Westbrook (12) | Russell Westbrook (16) | TD Garden               | 33 - 19 |
| 53                     | 5 février   | Orlando               | V 132-122       | Paul George (39)       | Russell Westbrook (15) | Russell Westbrook (16) | Chesapeake Energy Arena | 34 - 19 |
| 54                     | 7 février   | Memphis               | V 117-95        | Paul George (27)       | Russell Westbrook (13) | Russell Westbrook (15) | Chesapeake Energy Arena | 35 - 19 |
| 55                     | 9 février   | @ Houston             | V 117-112       | Paul George (45)       | Russell Westbrook (12) | Russell Westbrook (11) | Toyota Center           | 36 - 19 |
| 56                     | 11 février  | Portland              | V 120-111       | Paul George (17)       | Russell Westbrook (14) | Russell Westbrook (11) | Chesapeake Energy Arena | 37 - 19 |
| 57                     | 14 février  | @ La Nouvelle-Orléans | D 122-131       | Russell Westbrook (44) | Russell Westbrook (14) | Russell Westbrook (11) | Smoothie King Center    | 37 - 20 |
| NBA All-Star Game 2019 |             |                       |                 |                        |                        |                        |                         |         |
| 58                     | 22 février  | Utah                  | V 148-147 (2OT) | Paul George (45)       | Russell Westbrook (15) | Russell Westbrook (8)  | Chesapeake Energy Arena | 38 - 20 |
| 59                     | 23 février  | Sacramento            | D 116-119       | Russell Westbrook (41) | Paul George (13)       | Paul George (5)        | Chesapeake Energy Arena | 38 - 21 |
| 60                     | 26 février  | @ Denver              | D 112-121       | Paul George (25)       | Russell Westbrook (14) | Russell Westbrook (9)  | Pepsi Center            | 38 - 22 |
| 61                     | 28 février  | Philadelphie          | D 104-108       | Russell Westbrook (23) | Steven Adams (14)      | Russell Westbrook (11) | Chesapeake Energy Arena | 38 - 23 |

| Match | Date match | Équipe          | Score          | Meilleur marqueur      | Meilleur rebondeur     | Meilleur passeur       | Lieux                   | Série   |
| ----- | ---------- | --------------- | -------------- | ---------------------- | ---------------------- | ---------------------- | ----------------------- | ------- |
| 62    | 2 mars     | @ San Antonio   | D 102-116      | Russell Westbrook (19) | Steven Adams (13)      | Russell Westbrook (8)  | AT&T Center             | 38 - 24 |
| 63    | 3 mars     | Memphis         | V 99-95        | Russell Westbrook (22) | Steven Adams (22)      | Dennis Schröder (6)    | Chesapeake Energy Arena | 39 - 24 |
| 64    | 5 mars     | @ Minnesota     | D 120-131      | Russell Westbrook (38) | Russell Westbrook (13) | Russell Westbrook (6)  | Target Center           | 39 - 25 |
| 65    | 7 mars     | @ Portland      | V 129-121 (OT) | Russell Westbrook (37) | Paul George (14)       | Paul George (6)        | Moda Center             | 40 - 25 |
| 66    | 8 mars     | @ L.A. Clippers | D 110-118      | Russell Westbrook (32) | Steven Adams (10)      | Russell Westbrook (7)  | Staples Center          | 40 - 26 |
| 67    | 11 mars    | @ Utah          | V 98-89        | Dennis Schröder (24)   | George, Westbrook (11) | Russell Westbrook (8)  | Vivint Smart Home Arena | 41 - 26 |
| 68    | 13 mars    | Brooklyn        | V 108-96       | Russell Westbrook (31) | Russell Westbrook (12) | Russell Westbrook (11) | Chesapeake Energy Arena | 42 - 26 |
| 69    | 14 mars    | @ Indiana       | D 106-108      | Paul George (36)       | Russell Westbrook (14) | Russell Westbrook (11) | Bankers Life Fieldhouse | 42 - 27 |
| 70    | 16 mars    | Golden State    | D 88-110       | Paul George (29)       | Paul George (13)       | Russell Westbrook (9)  | Chesapeake Energy Arena | 42 - 28 |
| 71    | 18 mars    | Miami           | D 107-116      | Paul George (31)       | Steven Adams (12)      | Dennis Schröder (6)    | Chesapeake Energy Arena | 42 - 29 |
| 72    | 20 mars    | Toronto         | D 114-123      | Russell Westbrook (42) | Jerami Grant (14)      | George, Westbrook (6)  | Chesapeake Energy Arena | 42 - 30 |
| 73    | 22 mars    | @ Toronto       | V 116-109      | Paul George (28)       | Russell Westbrook (12) | Russell Westbrook (13) | Scotiabank Arena        | 43 - 30 |
| 74    | 25 mars    | @ Memphis       | D 103-115      | Paul George (30)       | Paul George (12)       | Russell Westbrook (7)  | FedExForum              | 43 - 31 |
| 75    | 27 mars    | Indiana         | V 107-99       | Paul George (31)       | Steven Adams (12)      | Russell Westbrook (12) | Chesapeake Energy Arena | 44 - 31 |
| 76    | 29 mars    | Denver          | D 105-115      | Russell Westbrook (27) | George, Westbrook (9)  | Russell Westbrook (9)  | Chesapeake Energy Arena | 44 - 32 |
| 77    | 31 mars    | Dallas          | D 103-106      | Paul George (27)       | Steven Adams (15)      | Russell Westbrook (11) | Chesapeake Energy Arena | 44 - 33 |

| Match | Date match | Équipe      | Score     | Meilleur marqueur      | Meilleur rebondeur     | Meilleur passeur       | Lieux                   | Série   |
| ----- | ---------- | ----------- | --------- | ---------------------- | ---------------------- | ---------------------- | ----------------------- | ------- |
| 78    | 2 avril    | L.A. Lakers | V 119-103 | Jerami Grant (22)      | Russell Westbrook (20) | Russell Westbrook (21) | Chesapeake Energy Arena | 45 - 33 |
| 79    | 5 avril    | Détroit     | V 123-110 | Paul George (30)       | Steven Adams (14)      | Russell Westbrook (15) | Chesapeake Energy Arena | 46 - 33 |
| 80    | 7 avril    | @ Minnesota | V 132-126 | George, Westbrook (27) | Russell Westbrook (10) | Russell Westbrook (15) | Target Center           | 47 - 33 |
| 81    | 9 avril    | Houston     | V 112-111 | Russell Westbrook (29) | Steven Adams (13)      | Russell Westbrook (10) | Chesapeake Energy Arena | 48 - 33 |
| 82    | 10 avril   | @ Milwaukee | V 127-116 | Dennis Schröder (32)   | Russell Westbrook (11) | Russell Westbrook (17) | Fiserv Forum            | 49 - 33 |

### Playoffs
| Playoffs Total: 1-4 (Domicile : 1-1 ; Extérieur : 0-3) |

| Match | Date match | Équipe     | Score     | Meilleur marqueur      | Meilleur rebondeur     | Meilleur passeur       | Lieux Spectateurs       | Série |
| ----- | ---------- | ---------- | --------- | ---------------------- | ---------------------- | ---------------------- | ----------------------- | ----- |
| 1     | 13 avril   | @ Portland | D 99-104  | Paul George (26)       | Paul George (10)       | Russell Westbrook (10) | Moda Center             | 0 - 1 |
| 2     | 16 avril   | @ Portland | D 94-114  | Paul George (27)       | Steven Adams (9)       | Russell Westbrook (11) | Moda Center             | 0 - 2 |
| 3     | 19 avril   | Portland   | V 120-108 | Russell Westbrook (33) | Steven Adams (7)       | Russell Westbrook (11) | Chesapeake Energy Arena | 1 - 2 |
| 4     | 21 avril   | Portland   | D 98-111  | Paul George (32)       | Paul George (10)       | Russell Westbrook (7)  | Chesapeake Energy Arena | 1 - 3 |
| 5     | 23 avril   | @ Portland | D 115-118 | Paul George (36)       | Russell Westbrook (12) | Russell Westbrook (14) | Moda Center             | 1 - 4 |

### Confrontations en saison régulière
| Conférence Est      | Conférence Est                               | Conférence Est                               | Conférence Ouest                             | Conférence Ouest                             | Conférence Ouest                             | Conférence Ouest                             | Conférence Ouest                             |
| Division Atlantique | Division Atlantique                          | Division Atlantique                          | Division Nord-Ouest                          | Division Nord-Ouest                          | Division Nord-Ouest                          | Division Nord-Ouest                          | Division Nord-Ouest                          |
| Équipe              | Domicile                                     | Extérieur                                    | Équipe                                       | Domicile                                     | Domicile                                     | Extérieur                                    | Extérieur                                    |
| ------------------- | -------------------------------------------- | -------------------------------------------- | -------------------------------------------- | -------------------------------------------- | -------------------------------------------- | -------------------------------------------- | -------------------------------------------- |
| Boston              | 95-101                                       | 129-134                                      | Denver                                       | 98-105                                       | 105-115                                      | 98-109                                       | 112-121                                      |
| Brooklyn            | 108-96                                       | 114-112                                      | Minnesota                                    | 112-114                                      | 117-119                                      | 120-131                                      | 132-126                                      |
| New York            | 128-103                                      | 127-109                                      |                                              |                                              |                                              |                                              |                                              |
| Philadelphie        | 104-108                                      | 117-115                                      | Portland                                     | 123-114                                      | 120-111                                      | 111-109                                      | 129-121 (OT)                                 |
| Toronto             | 114-123                                      | 116-109                                      | Utah                                         | 122-113                                      | 148-147 (2OT)                                | 107-106                                      | 98-89                                        |
|                     | 2–3                                          | 4–1                                          |                                              | 4–4                                          | 4–4                                          | 5–3                                          | 5–3                                          |
| Division            | 6–4                                          | 6–4                                          | Division                                     | 9–7                                          | 9–7                                          | 9–7                                          | 9–7                                          |
| Division Atlantique | Division Atlantique                          | Division Atlantique                          | Division Nord-Ouest                          | Division Nord-Ouest                          | Division Nord-Ouest                          | Division Nord-Ouest                          | Division Nord-Ouest                          |
| Équipe              | Domicile                                     | Extérieur                                    | Équipe                                       | Domicile                                     | Domicile                                     | Extérieur                                    | Extérieur                                    |
| Chicago             | 121-96                                       | 112-114                                      | Golden State                                 | 88-110                                       |                                              | 100-108                                      | 123-95                                       |
| Cleveland           | 100-83                                       | 95-86                                        | L.A. Clippers                                | 128-110                                      | 110-104                                      | 92-108                                       | 110-118                                      |
| Detroit             | 123-110                                      | 110-83                                       | L.A. Lakers                                  | 128-138 (OT)                                 | 119-103                                      | 107-100                                      |                                              |
| Indiana             | 107-99                                       | 106-108                                      | Phoenix                                      | 117-110                                      | 118-101                                      | 110-100                                      | 118-102                                      |
| Milwaukee           | 118-112                                      | 127-116                                      | Sacramento                                   | 120-131                                      | 116-119                                      | 113-117                                      | 132-113                                      |
|                     | 5–0                                          | 3–2                                          |                                              | 5–4                                          | 5–4                                          | 5–4                                          | 5–4                                          |
| Division            | 8–2                                          | 8–2                                          | Division                                     | 10–8                                         | 10–8                                         | 10–8                                         | 10–8                                         |
| Division Atlantique | Division Atlantique                          | Division Atlantique                          | Division Nord-Ouest                          | Division Nord-Ouest                          | Division Nord-Ouest                          | Division Nord-Ouest                          | Division Nord-Ouest                          |
| Équipe              | Domicile                                     | Extérieur                                    | Équipe                                       | Domicile                                     | Domicile                                     | Extérieur                                    | Extérieur                                    |
| Atlanta             | 124-109                                      | 126-142                                      | Dallas                                       | 122-102                                      | 103-106                                      | 96-111                                       | 103-105                                      |
| Charlotte           | 109-104                                      | 111-107                                      | Houston                                      | 98-80                                        | 112-111                                      | 109-113                                      | 117-112                                      |
| Miami               | 107-116                                      | 118-102                                      | Memphis                                      | 117-95                                       | 99-95                                        | 103-115                                      |                                              |
| Orlando             | 132-122                                      | 126-117                                      | La Nouvelle-Orléans                          | 122-116                                      | 122-116                                      | 114-118                                      | 122-131                                      |
| Washington          | 98-116                                       | 134-111                                      | San Antonio                                  | 122-112                                      |                                              | 147-154 (2OT)                                | 102-116                                      |
|                     | 3–2                                          | 4–1                                          |                                              | 8–1                                          | 8–1                                          | 1–8                                          | 1–8                                          |
| Division            | 7–3                                          | 7–3                                          | Division                                     | 9–9                                          | 9–9                                          | 9–9                                          | 9–9                                          |
| Conférence          | 21–9 (Domicile : 10–5 ; Extérieur : 11–4)    | 21–9 (Domicile : 10–5 ; Extérieur : 11–4)    | Conférence                                   | 28–24 (Domicile : 17–9 ; Extérieur : 11–15)  | 28–24 (Domicile : 17–9 ; Extérieur : 11–15)  | 28–24 (Domicile : 17–9 ; Extérieur : 11–15)  | 28–24 (Domicile : 17–9 ; Extérieur : 11–15)  |
| Total               | 49–33 (Domicile : 27–14 ; Extérieur : 22–19) | 49–33 (Domicile : 27–14 ; Extérieur : 22–19) | 49–33 (Domicile : 27–14 ; Extérieur : 22–19) | 49–33 (Domicile : 27–14 ; Extérieur : 22–19) | 49–33 (Domicile : 27–14 ; Extérieur : 22–19) | 49–33 (Domicile : 27–14 ; Extérieur : 22–19) | 49–33 (Domicile : 27–14 ; Extérieur : 22–19) |

## Classements de la saison régulière
| Conférence Ouest | Conférence Ouest                | Conférence Ouest | Conférence Ouest | Conférence Ouest | Conférence Ouest | Conférence Ouest | Conférence Ouest |
| No               | Franchise                       | Vic.             | Def.             | MJ               | V/D              | GB               |                  |
| ---------------- | ------------------------------- | ---------------- | ---------------- | ---------------- | ---------------- | ---------------- | ---------------- |
| 1                | Warriors de Golden State T      | 57               | 25               | 82               | .695             | –                |                  |
| 2                | Nuggets de Denver               | 54               | 28               | 82               | .659             | 3                |                  |
| 3                | Trail Blazers de Portland       | 53               | 29               | 82               | .646             | 4                |                  |
| 4                | Rockets de Houston              | 53               | 29               | 82               | .646             | 4                |                  |
| 5                | Jazz de l'Utah                  | 50               | 32               | 82               | .610             | 7                |                  |
| 6                | Thunder d'Oklahoma City         | 49               | 33               | 82               | .598             | 8                |                  |
| 7                | Spurs de San Antonio            | 48               | 34               | 82               | .585             | 9                |                  |
| 8                | Clippers de Los Angeles         | 48               | 34               | 82               | .585             | 9                |                  |
|                  |                                 |                  |                  |                  |                  |                  |                  |
| 9                | Kings de Sacramento             | 39               | 43               | 82               | .476             | 18               |                  |
| 10               | Lakers de Los Angeles           | 37               | 45               | 82               | .451             | 20               |                  |
| 11               | Timberwolves du Minnesota       | 36               | 46               | 82               | .439             | 21               |                  |
| 12               | Grizzlies de Memphis            | 33               | 49               | 82               | .402             | 24               |                  |
| 13               | Pelicans de La Nouvelle-Orléans | 33               | 49               | 82               | .402             | 24               |                  |
| 14               | Mavericks de Dallas             | 33               | 49               | 82               | .402             | 24               |                  |
| 15               | Suns de Phoenix                 | 19               | 63               | 82               | .232             | 38               |                  |

| Division Nord-Ouest            | V  | D  | MJ | V/D  | GB | Dom   | Ext   | Div  |
| ------------------------------ | -- | -- | -- | ---- | -- | ----- | ----- | ---- |
| Nuggets de Denver (2)          | 54 | 28 | 82 | .659 | –  | 34–7  | 20–21 | 12–4 |
| Trail Blazers de Portland (3)  | 53 | 29 | 82 | .646 | 1  | 32–9  | 21–20 | 6–10 |
| Jazz de l'Utah (5)             | 50 | 32 | 82 | .610 | 4  | 29-12 | 21–20 | 8–8  |
| Thunder d'Oklahoma City (6)    | 49 | 33 | 82 | .598 | 5  | 27–14 | 22–19 | 9–7  |
| Timberwolves du Minnesota (11) | 36 | 44 | 82 | .439 | 18 | 25–16 | 11–30 | 5–11 |

## Effectif

### Effectif actuel
| Oklahoma City Thunder Effectif en fin de saison régulière |    |                                |                         |                |
| Entraîneur : Billy Donovan                                |    |                                |                         |                |
| Pivot                                                     | 12 | Drapeau de la Nouvelle-Zélande | Steven Adams            | Pittsburgh     |
| Meneur / Arrière                                          | 30 | Drapeau des États-Unis         | Deonte Burton (R)       | Iowa State     |
| Arrière                                                   | 6  | Drapeau des États-Unis         | Hamidou Diallo (R)      | Kentucky       |
| Meneur                                                    | 8  | Drapeau des États-Unis         | Jawun Evans (TW)        | Oklahoma State |
| Meneur / Arrière                                          | 2  | Drapeau des États-Unis         | Raymond Felton          | North Carolina |
| Arrière                                                   | 23 | Drapeau des États-Unis         | Terrance Ferguson       | Adelaide 36ers |
| Ailier                                                    | 13 | Drapeau des États-Unis         | Paul George             | Fresno State   |
| Ailier / Ailier fort                                      | 9  | Drapeau des États-Unis         | Jerami Grant            | Syracuse       |
| Ailier fort                                               | 15 | Drapeau des États-Unis         | Donte Grantham (R) (TW) | Clemson        |
| Ailier fort                                               | 5  | Drapeau des États-Unis         | Markieff Morris         | Kansas         |
| Ailier                                                    | 11 | /                              | Abdel Nader             | Iowa State     |
| Ailier fort / Pivot                                       | 3  | Drapeau des États-Unis         | Nerlens Noel            | Kentucky       |
| Ailier fort                                               | 54 | Drapeau des États-Unis         | Patrick Patterson       | Kentucky       |
| Arrière / Ailier                                          | 21 | Drapeau des États-Unis         | André Roberson          | Colorado       |
| Meneur                                                    | 17 | Drapeau de l'Allemagne         | Dennis Schröder         | Braunschweig   |
| Meneur                                                    | 0  | Drapeau des États-Unis         | Russell Westbrook       | UCLA           |
| (R) - Rookie, (TW) - Two-way contract, Blessé.            |    |                                |                         |                |

## Transactions

### Échanges
| 6 juillet 2018   | A Thunder d'Oklahoma CityDroits sur Hamidou Diallo (#45)                                       | A Hornets de CharlotteSecond tour de draft 2019 Compensation financière de 243 000 $                                                      |
| 20 juillet 2018  | A Thunder d'Oklahoma CityRodney Purvis                                                         | A Magic d'OrlandoDakari Johnson Compensation financière de 1 978 242 $                                                                    |
| 23 juillet 2018  | A Thunder d'Oklahoma CityAbdel Nader Compensation financière de 450 000 $                      | A Celtics de BostonRodney Purvis |
| 25 juillet 2018  | A Thunder d'Oklahoma CityDennis Schröder (D'Atlanta) Timothé Luwawu-Cabarrot (De Philadelphie) | A Hawks d'AtlantaCarmelo Anthony (D'Oklahoma City) Justin Anderson (De Philadelphie) Premier tour de draft 2022 protégé (D'Oklahoma City) |
| 25 juillet 2018  | A 76ers de PhiladelphieMike Muscala (D'Atlanta)                                                | |
| 1er février 2019 | A Thunder d'Oklahoma CitySecond tour de draft 2020 (protégé)                                   | A Bulls de ChicagoTimothé Luwawu-Cabarrot Compensation financière                                                                         |

### Joueurs qui re-signent
| Date       | Joueur         | Contrat                                                                  |
| ---------- | -------------- | ------------------------------------------------------------------------ |
| 06/07/2018 | Paul George    | Contrat de 136 911 936 $ sur 4 ans.                                      |
| 10/07/2018 | Jerami Grant   | Contrat de 27 346 153 $ sur 3 ans.                                       |
| 11/07/2018 | Raymond Felton | Contrat de 2 393 887 $ sur 1 an.                                         |
| 10/03/2019 | Deonte Burton  | Contrat de 1 568 439 $ sur 2 ans. (two-way contract converti en contrat) |

### Options dans les contrats
| Date       | Joueur            | Option                                                                            |
| ---------- | ----------------- | --------------------------------------------------------------------------------- |
| 22/06/2018 | Carmelo Anthony   | Carmelo Anthony décline son option terminale pour la saison 2018-2019.            |
| 28/06/2018 | Paul George       | Paul George décline son option joueur de 20 703 384 $ pour la saison 2018-2019.   |
| 29/10/2018 | Terrance Ferguson | Oklahoma City active son option d'équipe de 2 475 840 $ pour la saison 2019-2020. |

### Arrivés

#### Draft
| Date       | Joueur         | Contrat                                  | Provenance                  |
| ---------- | -------------- | ---------------------------------------- | --------------------------- |
| 27/07/2018 | Hamidou Diallo | Contrat rookie de 3 919 177 $ sur 3 ans. | Wildcats du Kentucky (NCAA) |

#### Agents libres
| Date       | Joueur          | Contrat                                          | Provenance                      |
| ---------- | --------------- | ------------------------------------------------ | ------------------------------- |
| 06/07/2018 | Nerlens Noel    | Contrat de 3 745 548 $ sur 2 ans                 | Mavericks de Dallas             |
| 21/02/2019 | Markieff Morris | Contrat de 573 295 $ jusqu'à la fin de la saison | Pelicans de La Nouvelle-Orléans |

#### Contrats de 10 jours
| Date       | Joueur          | Contrat                          | Provenance                          |
| ---------- | --------------- | -------------------------------- | ----------------------------------- |
| 14/02/2019 | Scotty Hopson   | Contrat de 85 458 $ sur 10 jours | Blue d'Oklahoma City (NBA G-League) |
| 14/02/2019 | Richard Solomon | Contrat de 47 371 $ sur 10 jours | Blue d'Oklahoma City (NBA G-League) |

#### Two-way contract
| Date       | Joueur         | Provenance                          |
| ---------- | -------------- | ----------------------------------- |
| 06/07/2018 | Deonte Burton  | Wonju DB Promy                      |
| 13/08/2018 | Tyler Davis    | Aggies du Texas (NCAA)              |
| 28/12/2018 | Donte Grantham | Blue d'Oklahoma City (NBA G-League) |
| 25/03/2019 | Jawun Evans    | Suns de Phoenix                     |

#### Camps d'entraînement
| Date       | Joueur          | Contrat                             | Provenance                           |
| ---------- | --------------- | ----------------------------------- | ------------------------------------ |
| 23/09/2018 | Bryce Alford    | Contrat non garanti de 838,464 $.   | Blue d'Oklahoma City (NBA G-League)  |
| 23/09/2018 | Abdul Gaddy     | Contrat non garanti de 838,464 $.   | S.Oliver Würzbourg                   |
| 23/09/2018 | K. J. McDaniels | Contrat non garanti de 1 621 415 $. | Drive de Grand Rapids (NBA G-League) |
| 23/09/2018 | Richard Solomon | Contrat non garanti de 838,464 $.   | Uşak Sportif                         |
| 10/10/2018 | Scotty Hopson   | Contrat non garanti de 1 512 601 $. | Mavericks de Dallas                  |
| 10/10/2018 | Dez Wells       | Contrat non garanti de 838,464 $.   | SS Felice Scandone                   |
| 10/10/2018 | Donte Grantham  | Contrat non garanti de 1 512 601 $. | Tigers de Clemson (NCAA)             |

### Départs

#### Agents libres
| Date       | Joueur          | Raison départ | Nouvelle équipe ¹    |
| ---------- | --------------- | ------------- | -------------------- |
| 01/07/2018 | Corey Brewer    | Agent libre   |                      |
| 01/07/2018 | Nick Collison   | Retraite      |                      |
| 01/07/2018 | P. J. Dozier    | Agent libre   | Celtics de Boston    |
| 01/07/2018 | Daniel Hamilton | Agent libre   | Hawks d'Atlanta      |
| 01/07/2018 | Josh Huestis    | Agent libre   | Spurs de San Antonio |

¹ Il s'agit de l’équipe pour laquelle le joueur a signé après son départ, il a pu entre-temps changer d'équipe ou encore de pays.

#### Joueurs coupés
| Date       | Joueur       | Nouvelle équipe ¹ |
| ---------- | ------------ | ----------------- |
| 30/08/2018 | Kyle Singler | Obradoiro CAB     |
| 27/12/2018 | Tyler Davis  |                   |
| 09/02/2019 | Álex Abrines |                   |

¹ Il s'agit de l’équipe pour laquelle le joueur a signé après son départ, il a pu entre-temps changer d'équipe ou encore de pays.

#### Non retenu après les camps d’entraînements
| Date       | Joueur          |
| ---------- | --------------- |
| 10/10/2018 | Bryce Alford    |
| 10/10/2018 | K. J. McDaniels |
| 10/10/2018 | Richard Solomon |
| 12/10/2018 | Dez Wells       |
| 12/10/2018 | Scotty Hopson   |
| 12/10/2018 | Donte Grantham  |
| 12/10/2018 | Abdul Gaddy     |

### Joueurs "agents libres" à la fin de la saison
| Joueur         | Fin de saison |
| -------------- | ------------- |
| Raymond Felton | Agent libre   |
| Marcus Morris  | Agent libre   |

### Options en fin de saison
| Joueur            | Fin de saison  |
| ----------------- | -------------- |
| Nerlens Noel      | Option joueur. |
| Patrick Patterson | Option joueur. |

## Récompenses
| Date                      | Joueur            | Récompense                                     |
| ------------------------- | ----------------- | ---------------------------------------------- |
| 29 octobre – 4 novembre   | Russell Westbrook | Joueur de la semaine dans la conférence Ouest. |
| 17 décembre – 23 décembre | Paul George       | Joueur de la semaine dans la conférence Ouest. |
| 21 janvier – 27 janvier   | Paul George       | Joueur de la semaine dans la conférence Ouest. |
| 4 février – 10 février    | Paul George       | Joueur de la semaine dans la conférence Ouest. |
| 16 février                | / Hamidou Diallo  | ☆ Vainqueur du Concours de dunk ☆              |
| 17 février                | Paul George       | ☆ All-Star 2019 ☆                              |
| 17 février                | Russell Westbrook | ☆ All-Star 2019 ☆                              |
| Février                   | Paul George       | Joueur du mois dans la conférence Ouest.       |